# Анфином и Анапия
Анфино́м и Ана́пия (др.-греч. Ἀμφίνομος, Ἀναπίας; лат. Amphinomos, Anapias) — в греческой и римской мифологии двое братьев, которые спасли своих родителей во время пожара. Известны как Катанийские братья (лат. fratres Catanenses) или Благочестивые братья (лат. Pii fratres). Являлись двумя родными братьями из города Катании, главными героями местного мифа, который прославляет сыновнее благочестие. Они изображались на монетах города Катании и на римских монетах эпохи Поздней Римской Республики. Правда, некоторые авторы утверждали, что братья происходили из города Сиракузы и звали их Емантий и Критон.

## Миф
Анфином и Анапия были двумя братьями, жившими в греческой колонии Катания в неопределённое время. Стобей упоминает первый год восьмидесятой Олимпиады, то есть 460 год до н. э.. Во время извержения вулкана Этна лава достигла города, и в нём начался пожар. При наступлении огня жители спешно начали покидать город, заодно пытаясь спасти своё имущество. Однако братья Анфином и Анапия в первую очередь беспокоились за своих родителей. Один из них нёс на спине свою мать, другой — отца, при этом им приходилось пробираться сквозь огонь, который охватил уже большинство домов на их улице. Боги, в том числе Нептун, видя проявленное братьями сыновнее благочестие, уберегли их от огня и позволили выбраться в безопасное место.

## Память
Братья прославились своим подвигом и были удостоены эпитета благочестивые (на греческом — εὐσέβιος). В месте под названием «Ευσεβων χωρός», что значит «поле благочестивых», им обоим были установлены статуи. Позже их изображения появились на монетах города, где они предстали несущими своих родителей на плечах на фоне пламени.
Этот эпизод стал примером благочестия и одновременно поводом для гордости у жителей Катании. Его часто сравнивают с сюжетом из второй книги «Энеиды» Вергилия, где мифической персонаж Эней выносит на плечах своего престарелого отца Анхиса из пылающей Трои.

## В античной литературе
История братьев представлена в многочисленных памятниках античной литературы, самым старым из которых является текст оратора Ликурга Афинского (Речь против Леократа. 95), датируемый второй половиной IV века до н. э. Некоторые из других античных авторов, в произведениях которых упоминается миф, — это: Силий Италик (XIV, 197), Павсаний (Описание Эллады. X, 38, 4), Валерий Максим (Factorum et dictorum memorabilium. V, 4), Сенека (De beneficiis. III, 37, 2), Гай Юлий Солин (Собрание достойных упоминания вещей. 5, 15), Страбон (География. VI, 2, 3), Авсоний (Ordo urbium nobilium. 91, 92), Клавдий Клавдиан (Малые стихотворения. XIII, 1, 48), Псевдо-Вергилий (Этна. 624а—645), Марк Валерий Марциал (7, 24, 5), Псевдо-Аристотель (О мироздании. 400 b, 1—5).
У других авторов в том же эпизоде братья носят иные имена. Гай Юлий Гигин в своей 54-й фабуле называет их Дамоном и Финтием, а Клавдий Элиан (цитируя Стобея (Florilegium. 79, 38)) — Филономом и Калием.